# Héjaformák

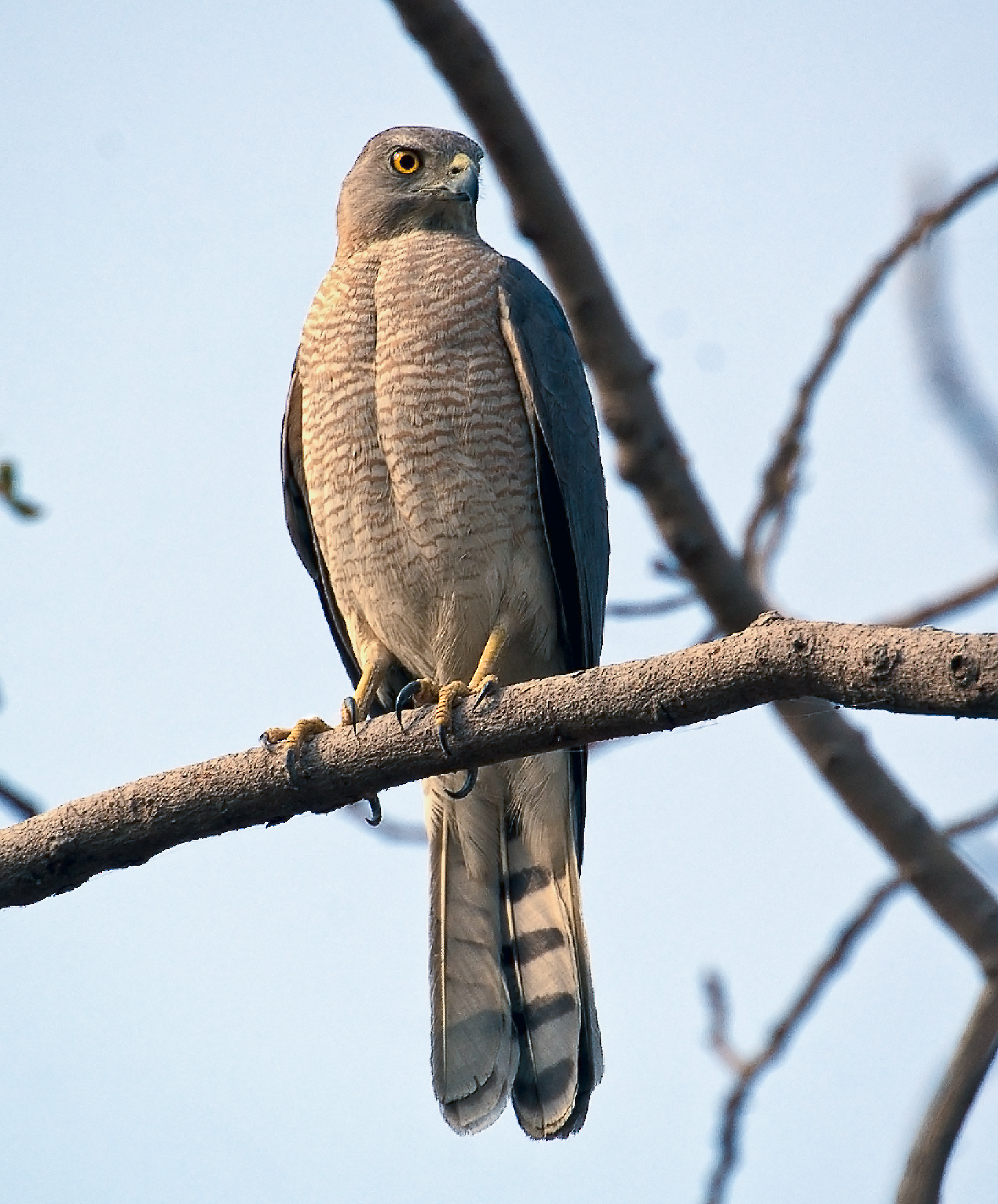
Sikra (Accipiter badius)

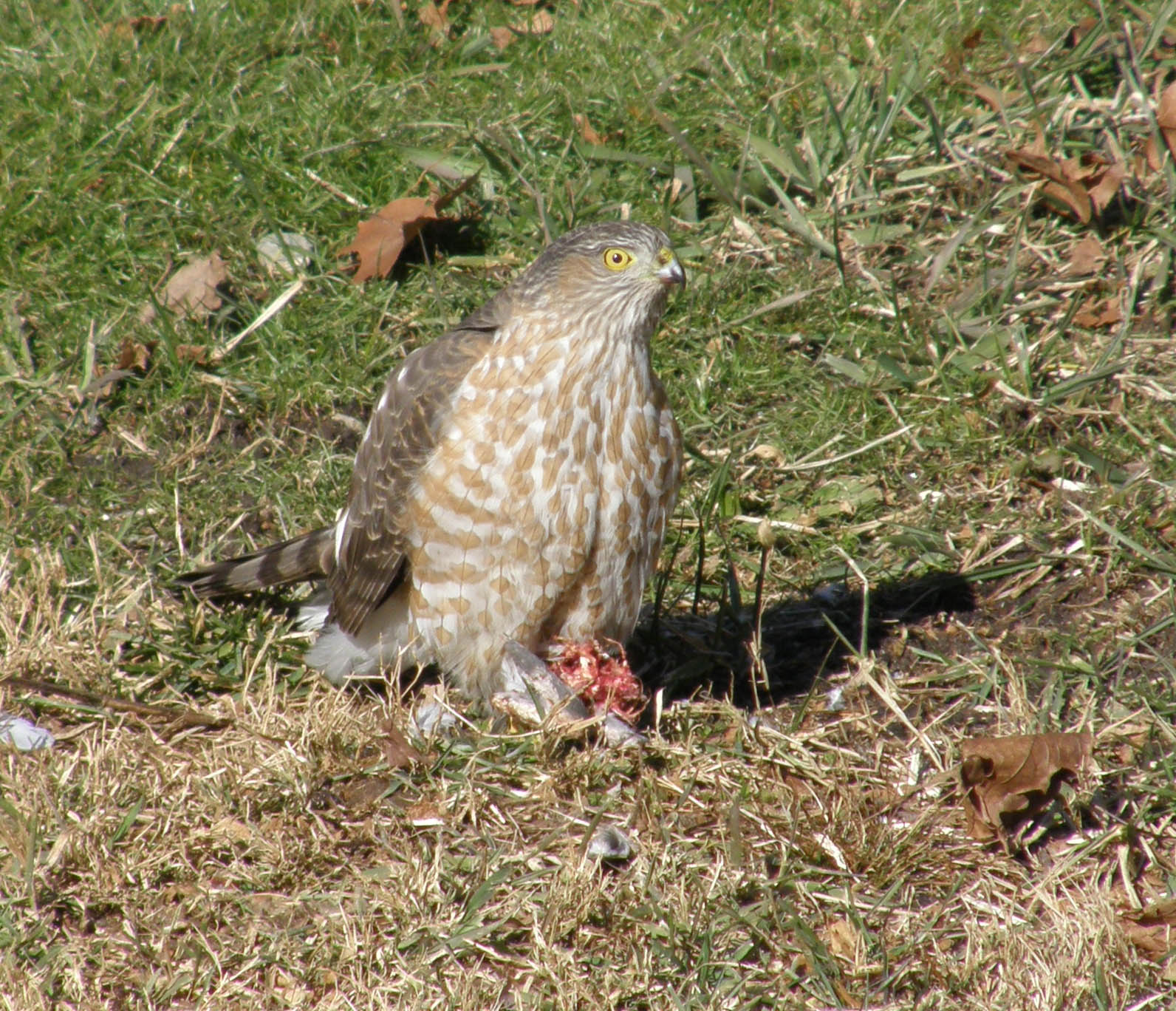
Cooper-héja (Accipiter cooperii)

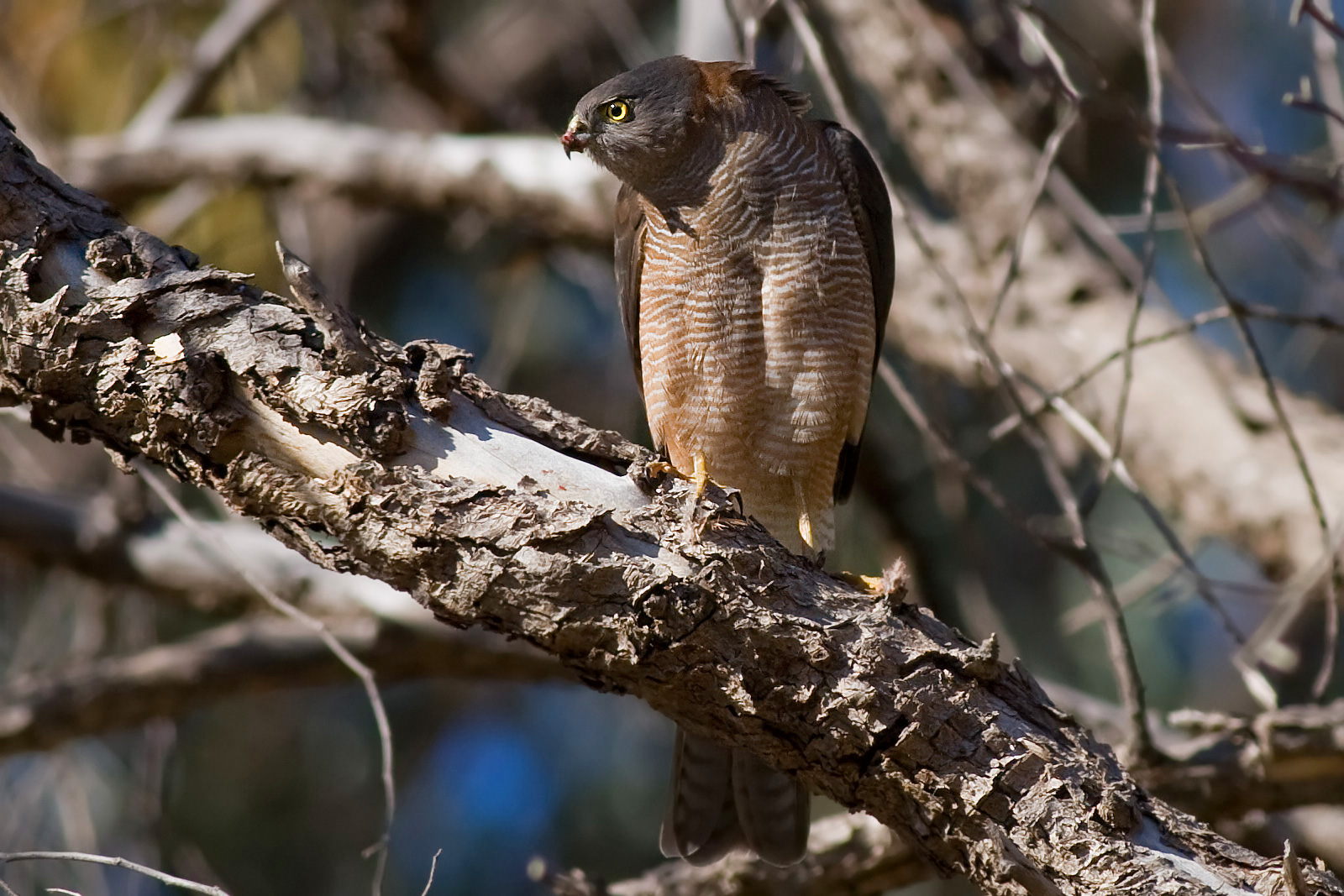
Eukaliptuszkarvaly (Accipiter cirrocephalus)

A héjaformák (Accipitrinae) a madarak osztályának vágómadár-alakúak (Accipitriformes) rendjébe és a vágómadárfélék (Accipitridae) családjába tartozó alcsalád.
A héjaformák alcsaládját csak annyiban érintette a vágómadárfélék egészét átvizsgáló genetikai alapú vizsgálat (mely teljesen átformálta az alcsaládrendszert), hogy a korábban ide sorolt éneklőhéjákat (Melierax) egy különálló alcsalád szintjére emelték éneklőhéjaformák (Melieraxinae) néven.

## Rendszerezés
A családhoz az alábbi 5 nem és 56 faj tartozik:
- Kaupifalco (Bonaparte, 1854) – 1 faj
  - gyíkászölyv (Kaupifalco monogrammicus)

- Accipiter (Brisson, 1760) – 51 faj
  - héja (Accipiter gentilis)
  - karvaly (Accipiter nisus)
  - szürkehasú héja (Accipiter poliogaster)
  - kontyos héja (Accipiter trivirgatus)
  - szürkefejű héja vagy celebeszi héja (Accipiter griseiceps)
  - vörösmellű héja (Accipiter toussenelii)
  - afrikai karvaly (Accipiter tachiro)
  - békászó karvaly vagy kínai karvaly (Accipiter soloensis)
  - Frances-héja (Accipiter francesii) máshogy (Accipiter francesiae)
  - foltoshasú karvaly (Accipiter trinotatus)
  - gyíkászhéja (Accipiter novaehollandiae)
  - örvös héja (Accipiter fasciatus)
  - tarka héja (Accipiter albogularis)
  - fidzsi héja (Accipiter rufitorques)
  - új-kaledóniai karvaly (Accipiter haplochrous)
  - halmaherai héja (Accipiter henicogrammus)
  - új-guineai héja (Accipiter poliocephalus)
  - új-britanniai szürkefejű héja (Accipiter princeps)
  - madagaszkári héja (Accipiter henstii)
  - feketehátú héja (Accipiter meyerianus)
  - szerecsenhéja (Accipiter melanoleucus)
  - gesztenyehasú karvaly (Accipiter castanilius)
  - nikobári karvaly (Accipiter butleri)
  - kis héja (Accipiter brevipes)
  - piroslábú karvaly (Accipiter luteoschistaceus)
  - melanéz karvaly (Accipiter imitator)
  - vörösgatyás karvaly (Accipiter erythropus)
  - törpehéja (Accipiter minullus)
  - trillázó karvaly vagy japán karvaly (Accipiter gularis)
  - törpekarvaly (Accipiter nanus)
  - malukku szürke karvaly (Accipiter erythrauchen)
  - eukaliptuszkarvaly vagy ausztrál galléros karvaly (Accipiter cirrocephalus)
  - új-britanniai karvaly (Accipiter brachyurus)
  - bormellű karvaly (Accipiter rhodogaster)
  - madagaszkári karvaly (Accipiter madagascariensis)
  - ovampo karvaly (Accipiter ovampensis)
  - vörösmellű karvaly (Accipiter rufiventris)
  - sikra (Accipiter badius)
  - apró karvaly (Accipiter superciliosus)
  - félgalléros karvaly (Accipiter collaris)
  - csíkos karvaly (Accipiter striatus)
  - fehérmellű karvaly (Accipiter chionogaster)
  - vöröscombú karvaly (Accipiter erythronemius)
  - andoki karvaly (Accipiter ventralis)
  - Cooper-héja (Accipiter cooperii)
  - kubai héja (Accipiter gundlachi)
  - kétszínű héja (Accipiter bicolor)
  - besra karvaly (Accipiter virgatus)
  - feketefejű héja (Accipiter melanochlamys)
  - Accipiter chilensis - korábban az A. bicolor alfajának tekintették

- Urotriorchis (Sharpe, 1874) – 1 faj
  - hosszúfarkú héja (Urotriorchis macrourus)

- Erythrotriorchis (Sharpe, 1875) – 2 faj
  - rókahéja (Erythrotriorchis radiatus)
  - kucsmás rókahéja (Erythrotriorchis buergersi)

- Megatriorchis (Salvadori & Albertis, 1875) – 1 faj
  - gyöngyös héja (Megatriorchis doriae)